# Brillenschötchen
Die Brillenschötchen (Biscutella) sind eine Pflanzengattung innerhalb der Familie der Kreuzblütler (Brassicaceae). Die 46 bis 53 Arten sind in Süd- und Mitteleuropa und im Mittelmeerraum verbreitet.

## Beschreibung

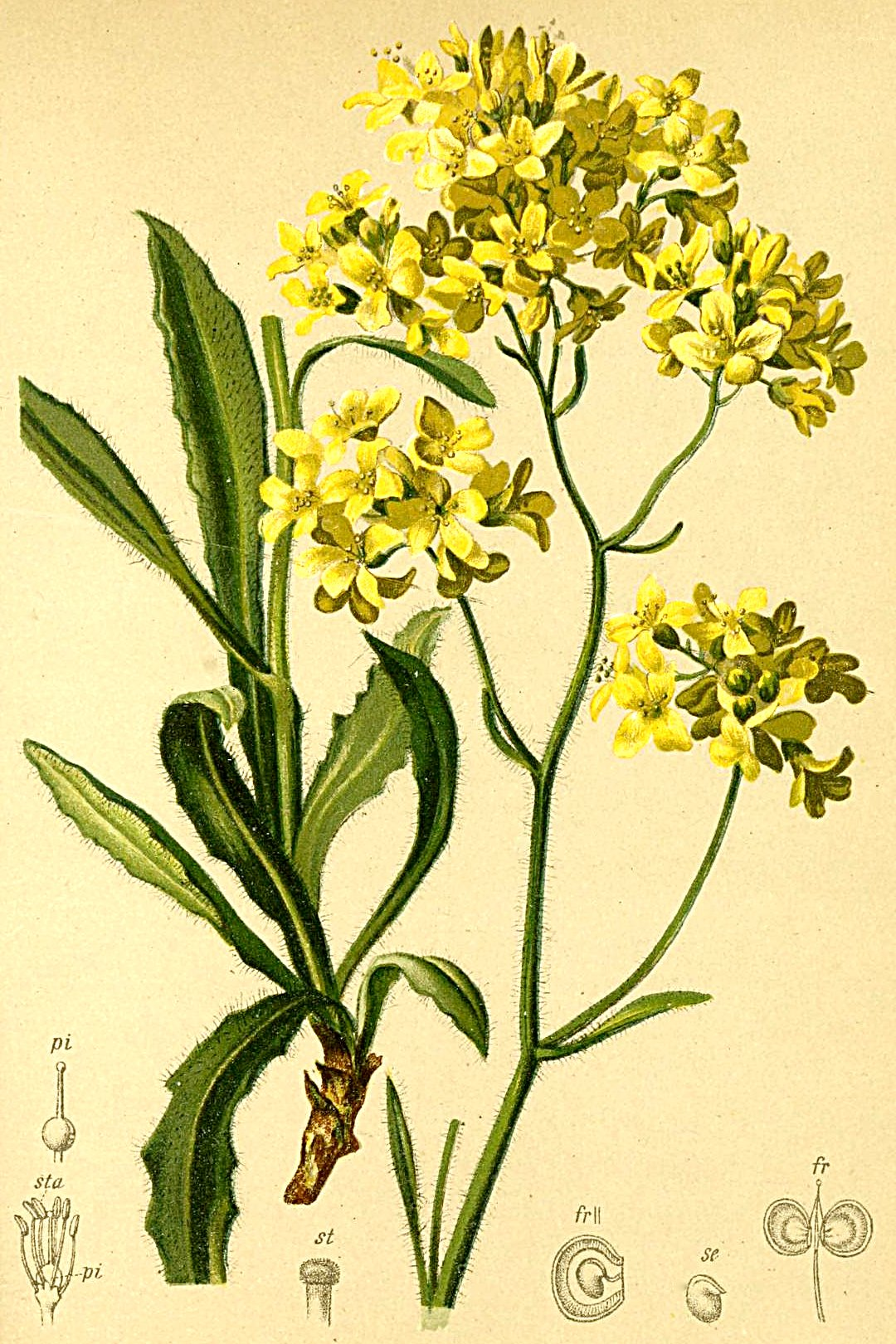
Illustration des Glatten Brillenschötchen (Biscutella laevigata) aus Atlas der Alpenflora

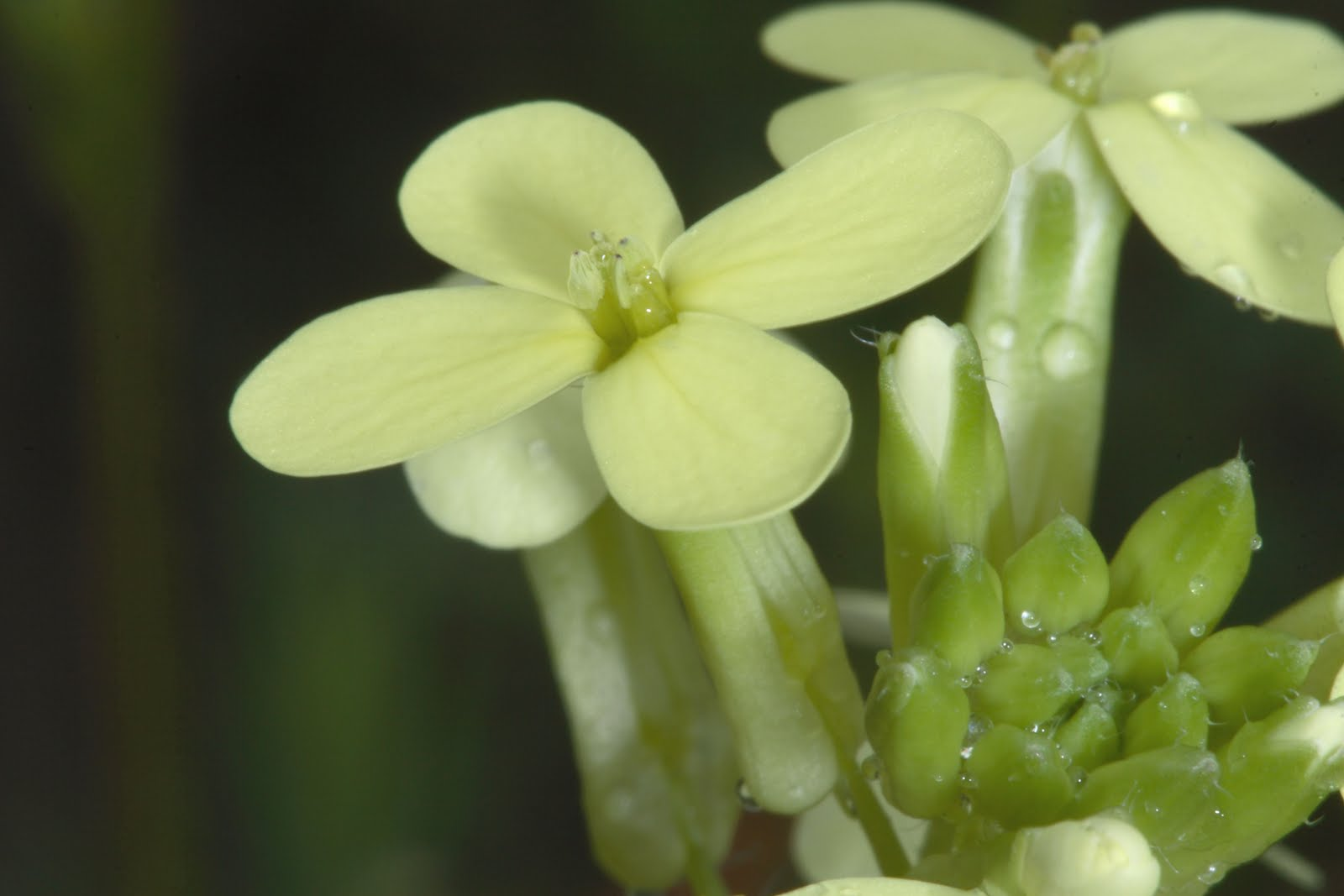
Vierzählige Blüte von Biscutella auriculata im Detail

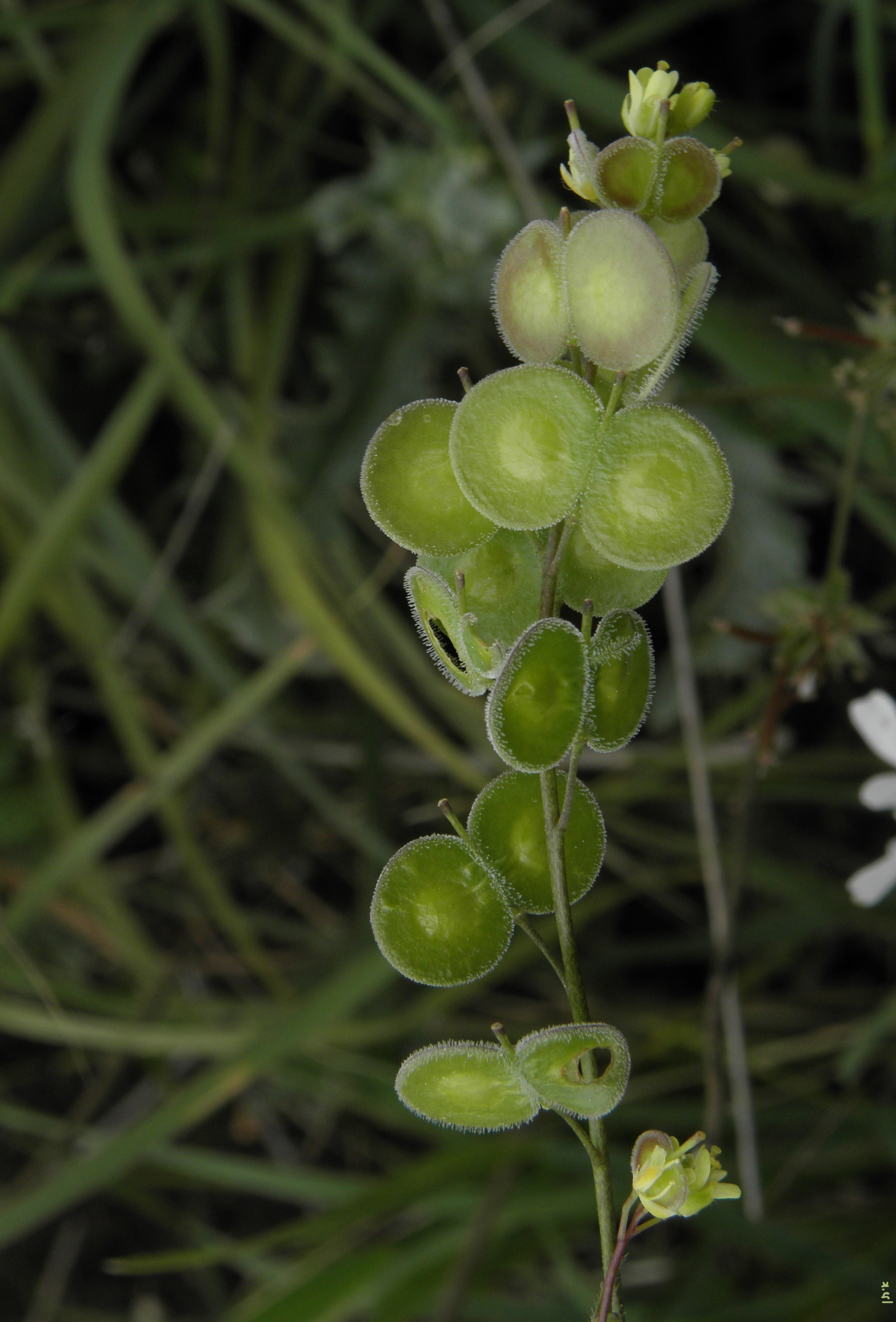
Früchte des Einjährigen Brillenschötchen (Biscutella didyma)

### Erscheinungsbild und Blätter
Biscutella-Arten wachsen als ausdauernde oder einjährige krautige Pflanzen oder selten Halbsträucher. Die oberirdischen Pflanzenteile sind mit einfachen Trichomen behaart. Die wechselständig am Stängel verteilt angeordneten Laubblätter sind sitzend, geöhrt, lanzettlich, ungeteilt oder fiederteilig mit glatten bis gezähnten Rand. Nebenblätter fehlen.

### Blüten, Früchte und Samen
Die zwittrigen Blüten sind vierzählig. Von den vier aufrechten bis aufsteigenden Kelchblättern sind selten die seitlichen zwei sackförmig bis gespornt. Die vier gelben Blütenkronblätter sind meist in Platte und elliptischen Nagel gegliedert. Es sind die zwei Kreise mit insgesamt sechs Staubblättern vorhanden. Die Staubbeutel sind eiförmig bis länglich. Der Fruchtknoten enthält nur zwei Samenanlagen.
Die meist kurz gestielten, flachen Schötchen weisen einsamige Fruchtfächer (Loculi) auf, die jeweils zu zweit angeordnet sind und so erscheinen die Früchte brillenartig. Die Fruchtklappen sind kahl oder behaart. Der Griffel ist oft länger als die Frucht und endet in einer einfachen Narbe. Die zwei geflügelten Fruchtfächer umhüllen den Samen auch wenn sie bei Reife abfallen. Die Samen sind ungeflügelt.

### Chromosomensätze
Die Chromosomengrundzahlen betragen x = 6, 8, 9, 18 oder 27.

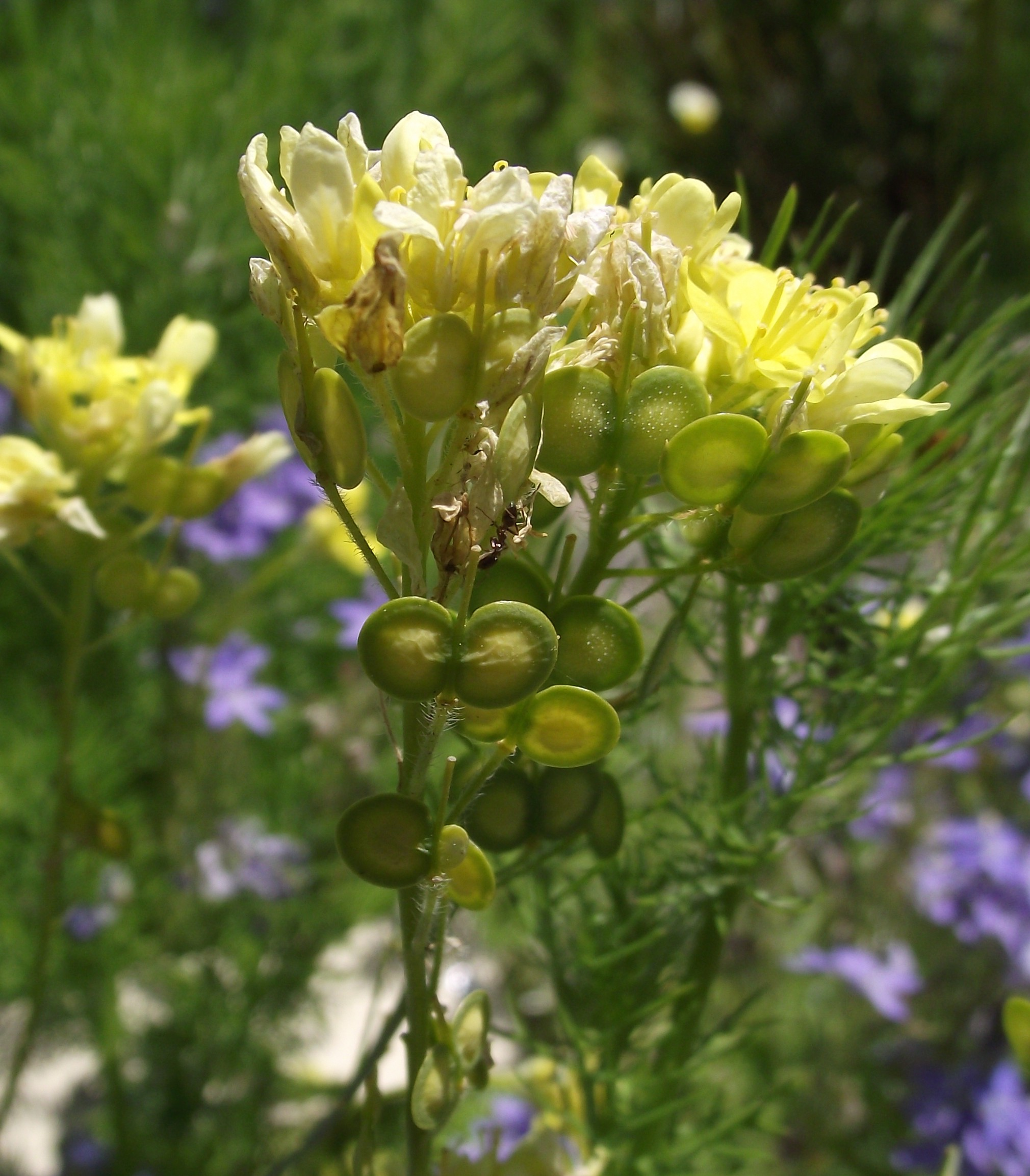
Blüten und Früchte von Biscutella valentina

## Systematik und Verbreitung
Die Gattung Biscutella wurde durch Carl von Linné aufgestellt. Ein Synonym für Biscutella L. ist Jondraba Medik. Die Gattung Biscutella gehört zur Tribus Biscutelleae innerhalb der Familie Brassicaceae.
Die Biscutella-Arten sind in Nordafrika, Süd- und Mitteleuropa bis Vorderasien verbreitet. Die Gattung Biscutella hat ihren Schwerpunkt im Mittelmeerraum. 
Es gibt 46 bis 53 Biscutella-Arten, hier eine Auswahl:
- Biscutella ambigua DC.: Sie kommt nur im südlichen Frankreich und im nördlichen Italien vor.[4]
- Biscutella arvernensis Jordan: Dieser Endemit kommt nur in der Auvergne in Frankreich vor.[4]
- Biscutella atlantica (Maire) Greuter & Burdet: Die Heimat ist Marokko.[5]
- Biscutella auriculata L.: Die zwei Unterarten sind von den Kanaren bis Marokko, Algerien sowie Tunesien und Portugal, Spanien sowie Frankreich verbreitet.[3]
- Biscutella baetica Boiss. & Reut.: Sie kommt in Spanien, Marokko und Algerien vor.[5]
- Biscutella brevicalcarata (Batt.) Batt.: Sie kommt in Marokko und Algerien vor.[5]
- Biscutella brevicaulis Jord.: Sie kommt in Italien und Frankreich vor.[5]
- Biscutella brevifolia (Rouy & Foucaud) Guinea: Sie kommt in Spanien und Frankreich vor.[5]
- Wegwartenblättriges Brillenschötchen (Biscutella cichoriifolia Loisel.): Sie kommt in Spanien, Frankreich, Italien, in der Schweiz, Kroatien, Albanien sowie Bosnien und Herzegowina vor.[3]
- Biscutella controversa Boreau: Sie kommt in Spanien und Frankreich vor.[5]
- Biscutella coronopifolia L.: Sie kommt in Spanien, Frankreich und Italien vor.[5]
- Einjähriges Brillenschötchen[6] (Biscutella didyma L.): Die zwei Unterarten kommen in Südeuropa, Nordafrika und Westasien vor.[3]
- Biscutella divionensis Jord.: Sie kommt nur in Frankreich vor.[5]
- Biscutella frutescens Coss.: Sie kommt in Spanien, Marokko und Algerien vor.[3]
- Biscutella glacialis  (Boiss. & Reut.) Jord.: Die Heimat ist das südliche Spanien.[3]
- Biscutella intermedia Gouan: Sie kommt in Spanien und Frankreich vor.[3]
- Glatt-Brillenschötchen (Biscutella laevigata L.): Es kommt in mehreren Unterarten in Süd-, Mittel- und Osteuropa vor.[3]
- Biscutella lusitanica Jord.: Sie kommt in Portugal und Spanien vor.[3]
- Biscutella megacarpaea Boiss. & Reut.: Die Heimat ist das südliche Spanien.[3]
- Biscutella scaposa Mach.-Laur.: Sie kommt in Spanien und Frankreich vor.[3]
- Immergrünes Brillenschötchen[6] (Biscutella sempervirens L.): Die Heimat sind Spanien und die Balearen.[3]
- Biscutella valentina  (L.) Heywood: Sie kommt in Portugal, Spanien und im südwestlichen Frankreich vor.[3]
- Biscutella variegata Boiss. & Reut.: Sie kommt in Portugal und Spanien vor.[3]
- Biscutella vicentina (Samp.) Rothm. ex Guinea: Sie kommt nur im südwestlichen Portugal vor.[3]